# Eime
Eime is een gemeente in de Duitse deelstaat Nedersaksen. De gemeente maakt deel uit van de Samtgemeinde Leinebergland in het Landkreis Hildesheim.
Eime telt 2.555 inwoners..

## Delen van de gemeente Eime
- Eime-dorp (2.000)
- Deilmissen (150), 5 km ten zuidwesten van Eime-dorp
- Deinsen (350), 5 km ten zuiden van Eime-dorp
- Dunsen (80), direct tegen het zuidwesten van Eime-dorp aan
- Landgoed Heinsen (20)

Tussen haakjes het geschat aantal inwoners in 2016 (totaal circa 2.600). Sedertdien wordt het aantal inwoners niet meer per dorp of gehucht uitgesplitst.

### Wapens van de dorpen in de gemeente Eime

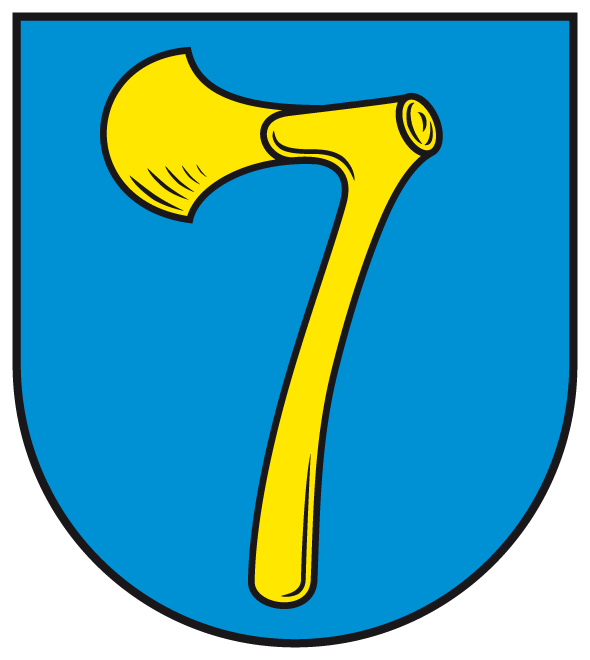
Deilmissen (met de strijdbijl uit de Bronstijd, die hier is gevonden)
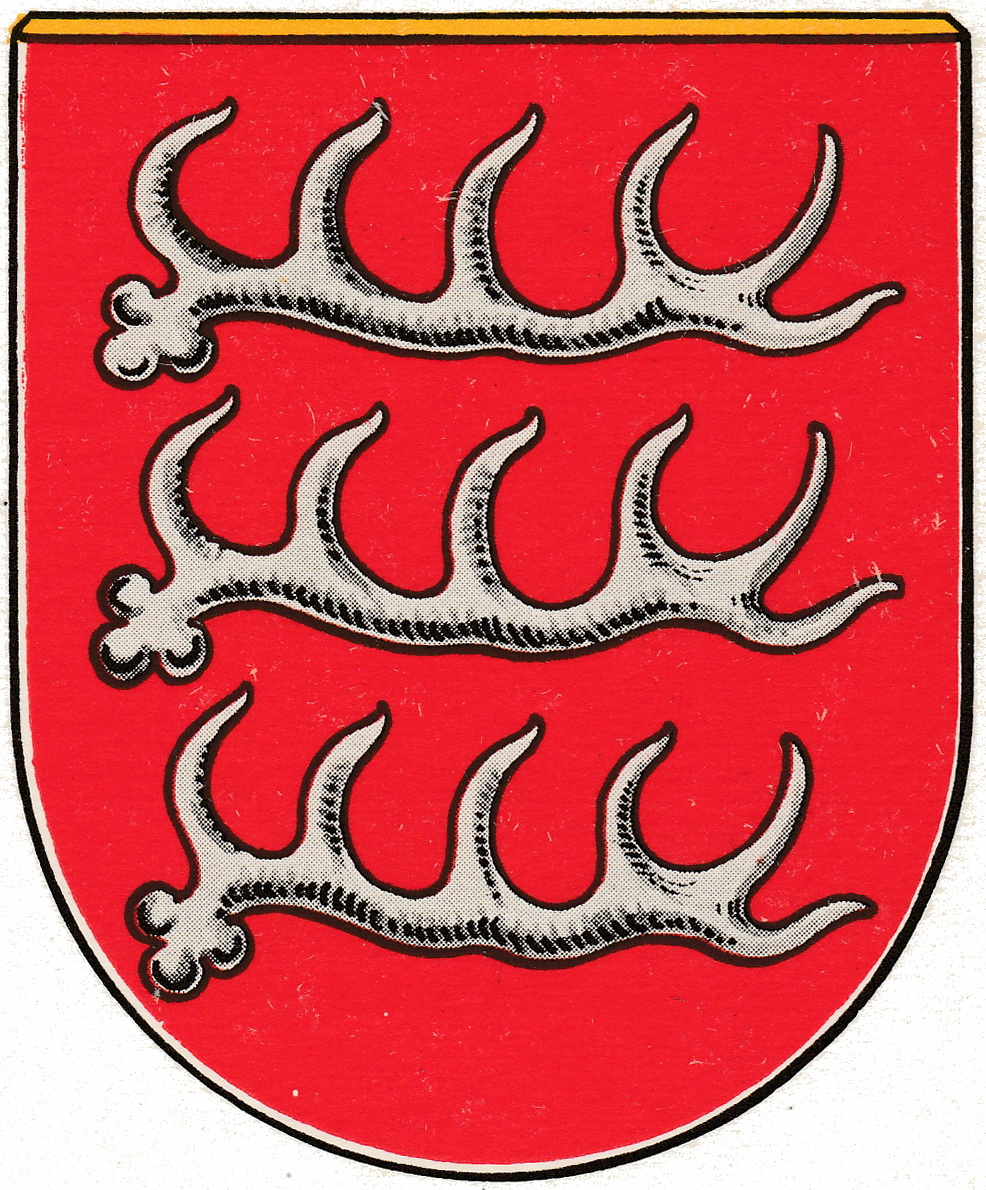
Deinsen
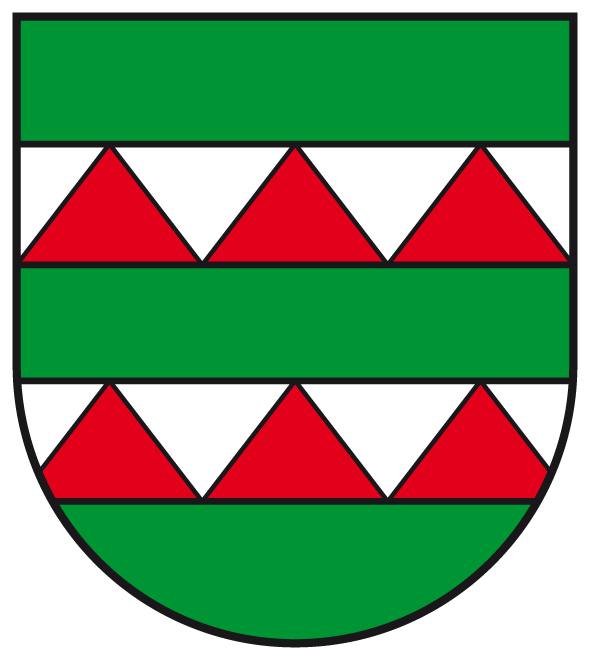
Dunsen

## Geografie, infrastructuur
De gemeente ligt fraai tussen de heuvelruggen van het Leinebergland.

### Naburige gemeenten
- Gronau (Leine), 4 km ten oosten van het dorp Eime
- Marienhagen, gemeente Salzhemmendorf, 5 km ten zuiden van het dorp Eime
- Duingen, 4 km voorbij Marienhagen verder zuidwaarts
- Alfeld (Leine), 15 km ten zuiden van het dorp Eime
- Elze, 6 km ten noorden van het dorp Eime
- Diverse dorpen in de gemeente Salzhemmendorf, ten westen van Eime

### Infrastructuur
Eén kilometer ten oosten van het dorp Eime loopt de Bundesstraße 3 Hannover - Göttingen. Hier takt de Bundesstraße 240 af, die door Eime en Duingen heen zuidwestwaarts door de heuvels kronkelt naar Eschershausen en Holzminden aan de Wezer.  Op fietsafstand (3 km zuidoostwaarts) bevindt zich het enige spoorwegstation in de regio, Station Banteln, vanwaar men de stoptrein naar Hannover of Göttingen kan nemen. Ander openbaar vervoer is beperkt tot enige belbus- en schoolbusdiensten met lage frequentie.

### Heuvelruggen in het Leinebergland nabij Eime
- Külf, ten zuiden van Eime, hoogste toppen 254-260 meter boven zeeniveau
- Thüsterberg, ten westen van Eime, hoogste top 433 meter boven zeeniveau, zie Salzhemmendorf

## Economie
In Eime is één grote onderneming, met enige honderden medewerkers gevestigd, het in 1974 als tv-reparatiebedrijf opgerichte ASWO. Het bedrijf verhandelt en distribueert door geheel Europa reserve-onderdelen en daarmee samenhangende software voor zeer veel verschillende apparaten in uiteenlopende branches. De onderneming heeft filialen te Beringen (Limburg) voor België en te Hengelo (Overijssel) voor Nederland.
Daarnaast kent Eime een bescheiden toerisme. Ook is er enige land- en bosbouw.

## Geschiedenis
Eime ontstond in de 13e eeuw, hoewel hier en daar sporen van veel vroegere bewoning zijn aangetroffen. Op het grondgebied van Eime bevond zich in de middeleeuwen een Königsstuhl genaamde gerechtsplaats, waar namens de Duitse koningen recht werd gesproken. Dit feit verklaart de stenen koningstroon in het gemeentewapen.   De politieke geschiedenis is verbonden met die van het Prinsbisdom Hildesheim, en later het hertogdom Brunswijk-Lüneburg, waarin het gebied gelegen was. Dit leidde ertoe, dat tijdens de Reformatie in de 16e eeuw verreweg de meeste christenen van Eime evangelisch-luthers werden; dit is tot op de huidige dag zo gebleven.  Rond 1550 werd het een vlek dankzij de toekenning van marktrecht. Hertog George Willem van Brunswijk-Lüneburg kende de bierbrouwers van Eime in 1661 het recht toe, zich in een gilde te organiseren; in veel plaatsen in de omgeving werd het brouwen van bier verboden; in feite verkreeg Eime dus een regionaal monopolie voor dit ambacht.
Christian Ulrich von Hardenberg (* 1663 in Hoya; † 6 mei 1735 in Hannover) was een belangrijk hoveling voor diverse heren in de regio. Hij verwierf het landgoed Heinsen. Zijn zoon, Christoph Friedrich von Hardenberg (* 1695; † 2 juni 1752) liet daar  tussen 1735 en 1745 het nog bestaande landhuis bouwen. In 1924 brandde dit kasteel tot de grond toe af, waarbij ook het huisarchief verloren ging. Daarna is Gut Heinsen herbouwd. Het landgoed is privé-bezit en niet voor bezichtiging opengesteld.
Van rond 1900 tot 1922 werd er nabij Eime een kalizoutmijn geëxploiteerd.

### Gemeentelijke herindelingen
De gemeente is op 1 maart 1974 ontstaan uit de dorpen Eime, Deilmissen, Deinsen, Dunsen en het landgoed Heinsen, die voordien zelfstandige gemeenten waren. Ze werd daarna deel van de Samtgemeinde Gronau (Leine). Per 1 november 2016 ging deze Samtgemeinde op in de Samtgemeinde Leinebergland. Alle oorspronkelijke deelgemeentes van de Samtgemeinde Gronau (Leine) "degradeerden" tot Ortsteile van de hernieuwde gemeente Gronau (Leine), met uitzondering van Eime, dat de status van deelgemeente van een Samtgemeinde behield, en dat bestuurlijk dus gelijkwaardig aan, in plaats van ondergeschikt aan Gronau (Leine) werd.

## Bezienswaardigheden
- Het natuurschoon in de omgeving  noodt tot wandel-, fiets- en mountainbiketochten. Zie: Leinebergland. Diverse langeafstands-fietsroutes doen Eime aan.
- De van 1732-1738 gebouwde, evangelisch-lutherse, St. Jacobuskerk te Eime heeft een interessant barok interieur uit de 18e eeuw. De kerktoren dateert echter pas van 1889.
- Ook de St.-Nicolaaskerk te Deinsen is bouwkundig interessant. De oudste delen van  de kerktoren dateren uit de 12e eeuw.
- In het dorp staan, vooral aan de Wassertorstraße, nog enige pittoreske oude vakwerkhuizen.

## Afbeeldingen

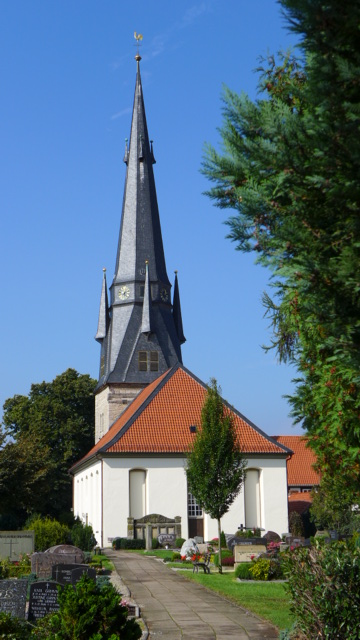
St. Jacobuskerk, Eime
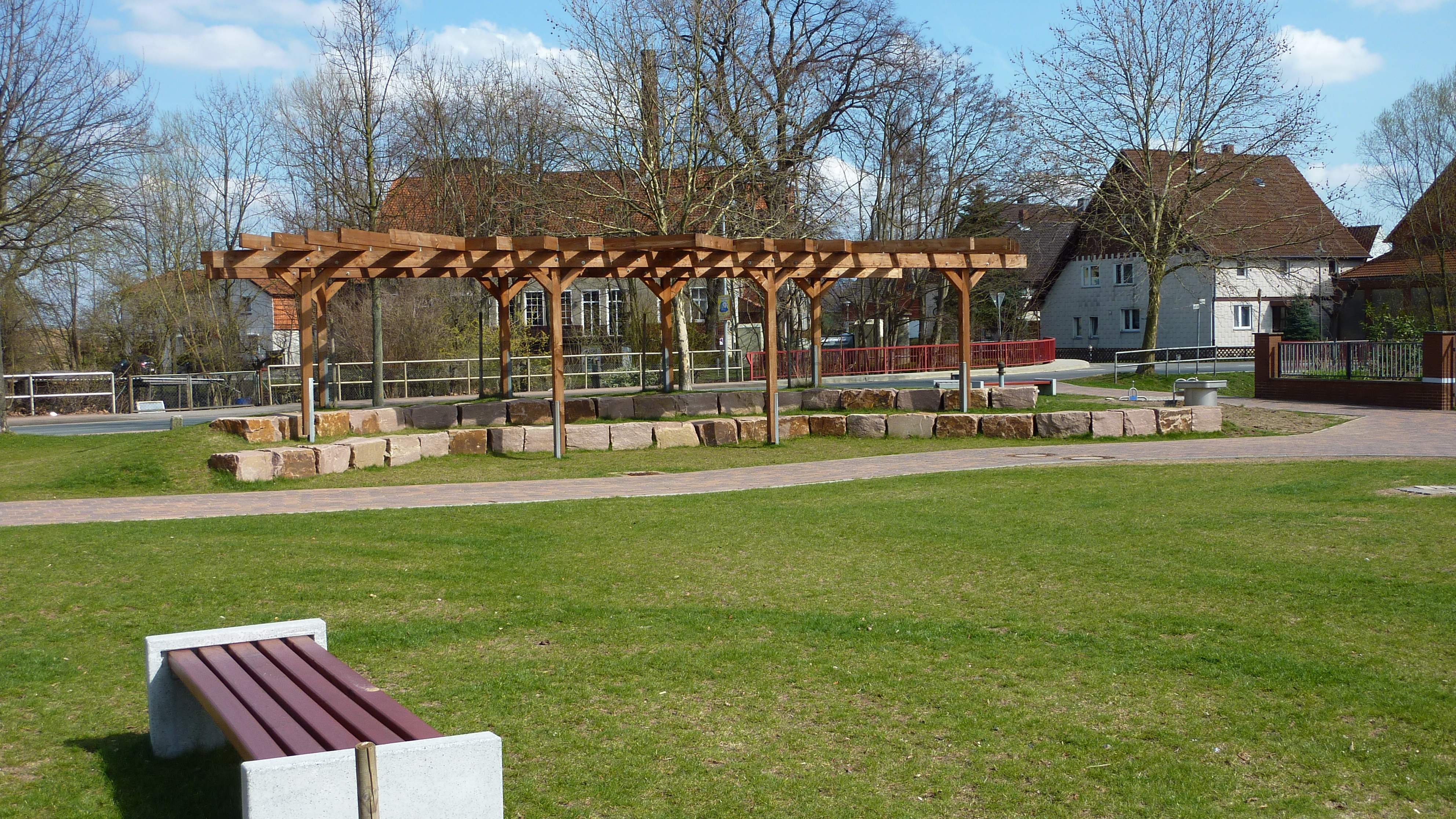
Centraal plein in Eime
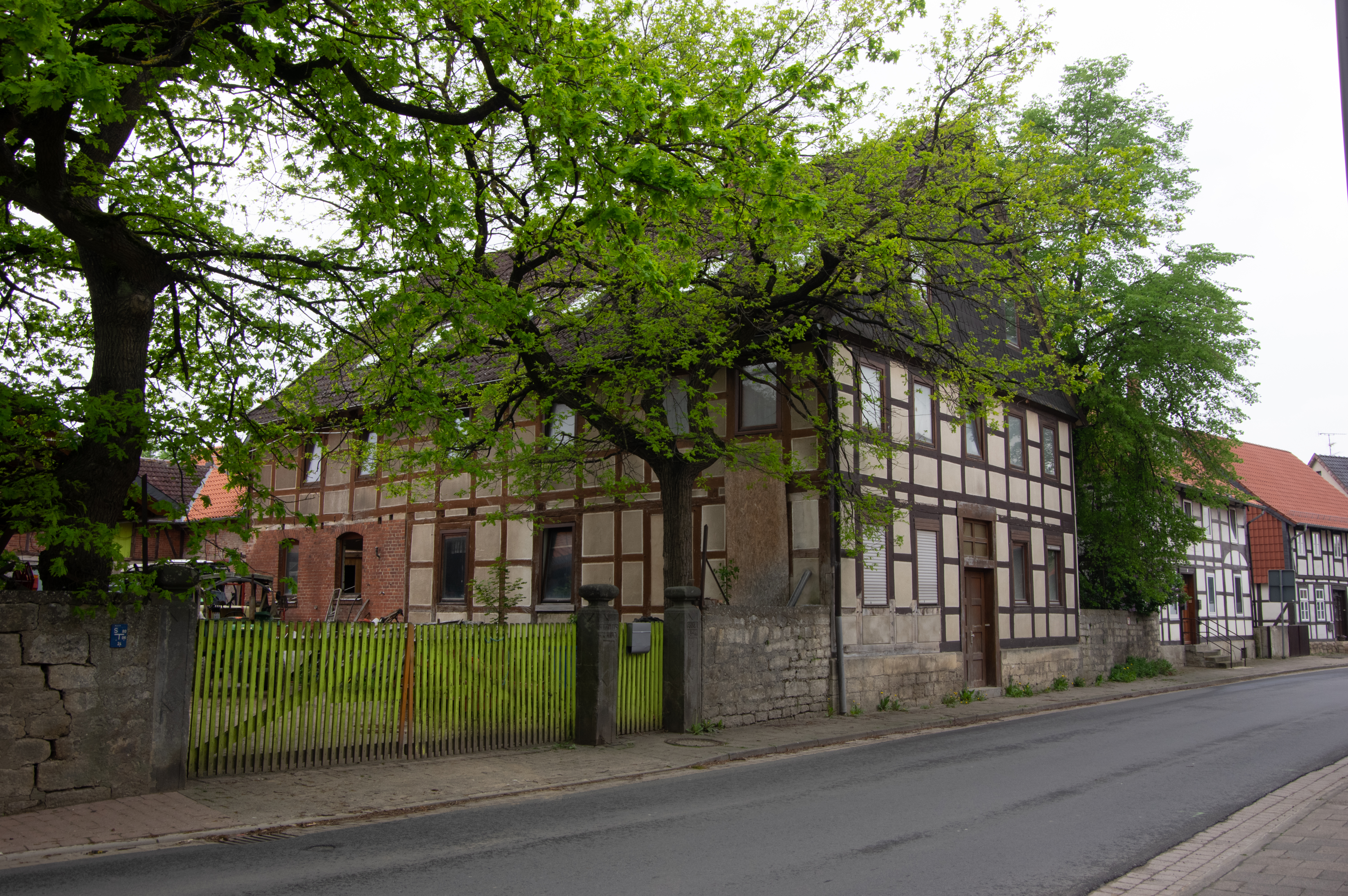
Vakwerkhuis , Wassertorstraße, Eime
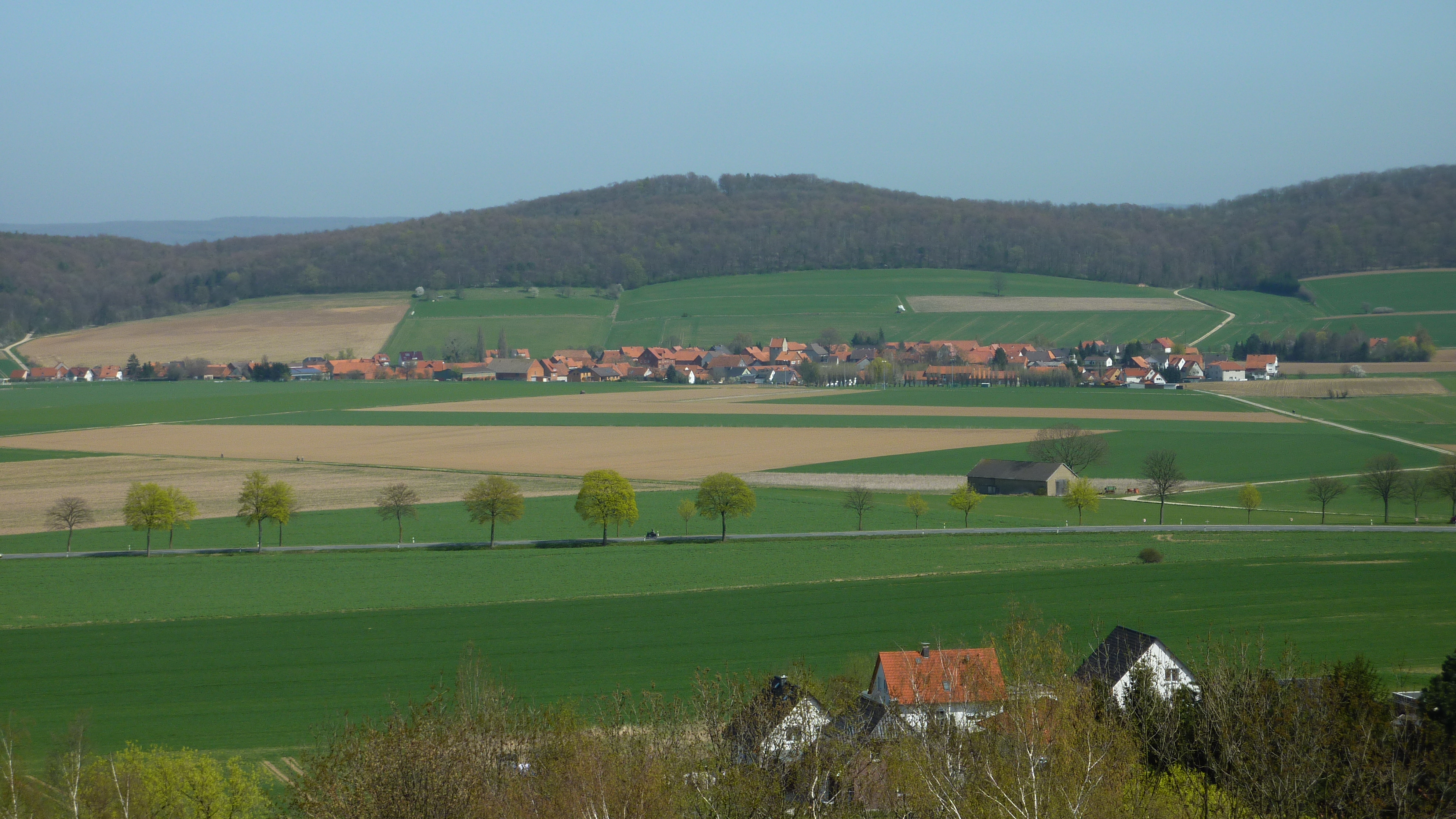
Gezicht op Deinsen vanuit het zuidwesten
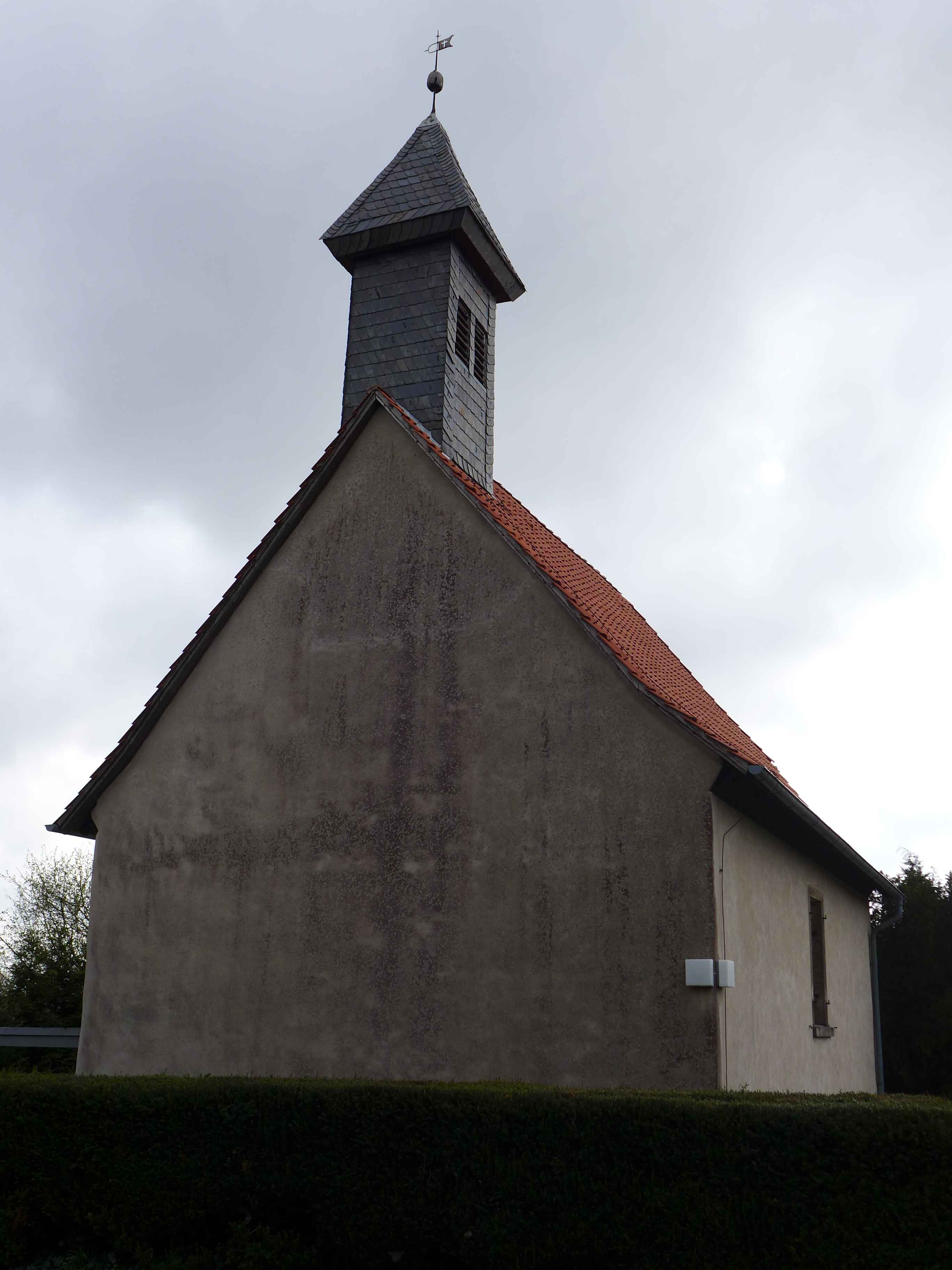
Kapel in Dunsen (1737)
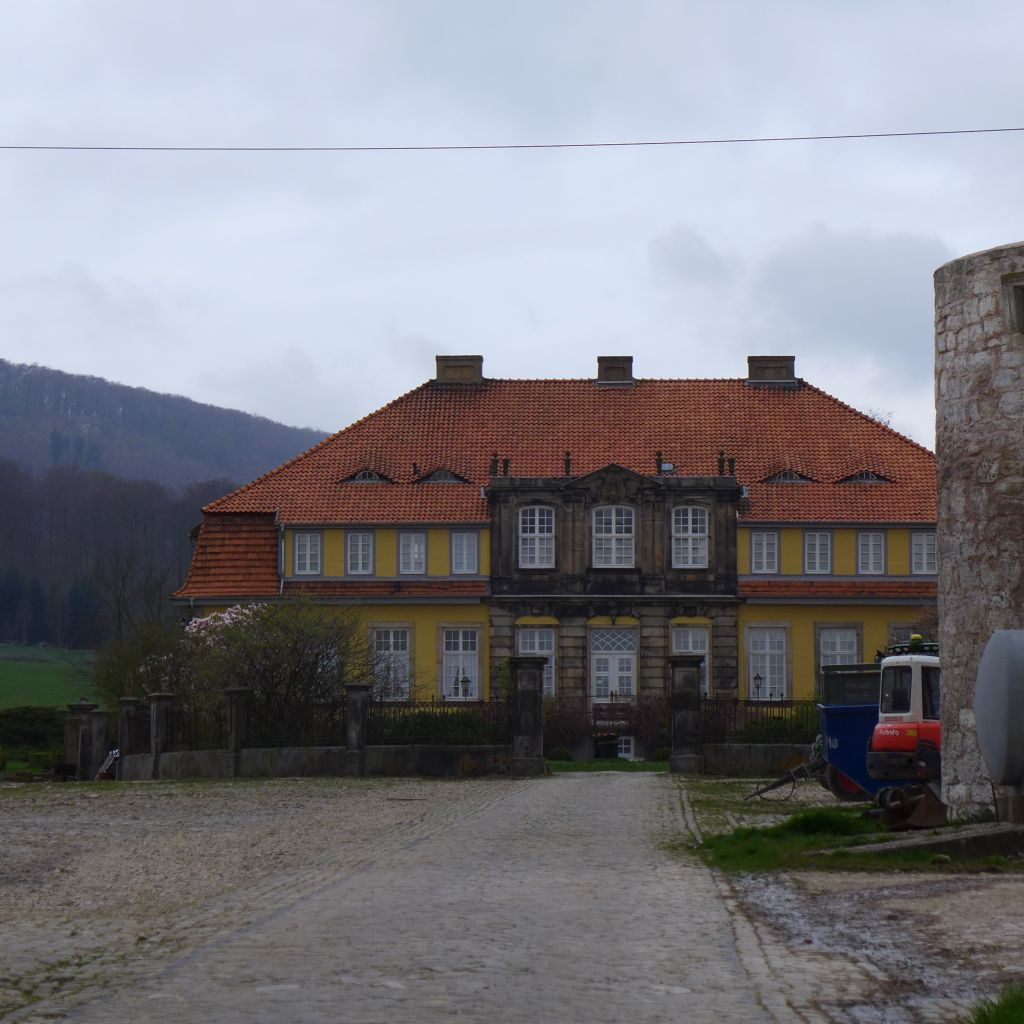
Herenhuis Landgoed Heinsen (1735-1745)

## Overig
Er is ook een Noors eiland met de naam Eime.